# Protinacistický odboj na Uherskohradišťsku

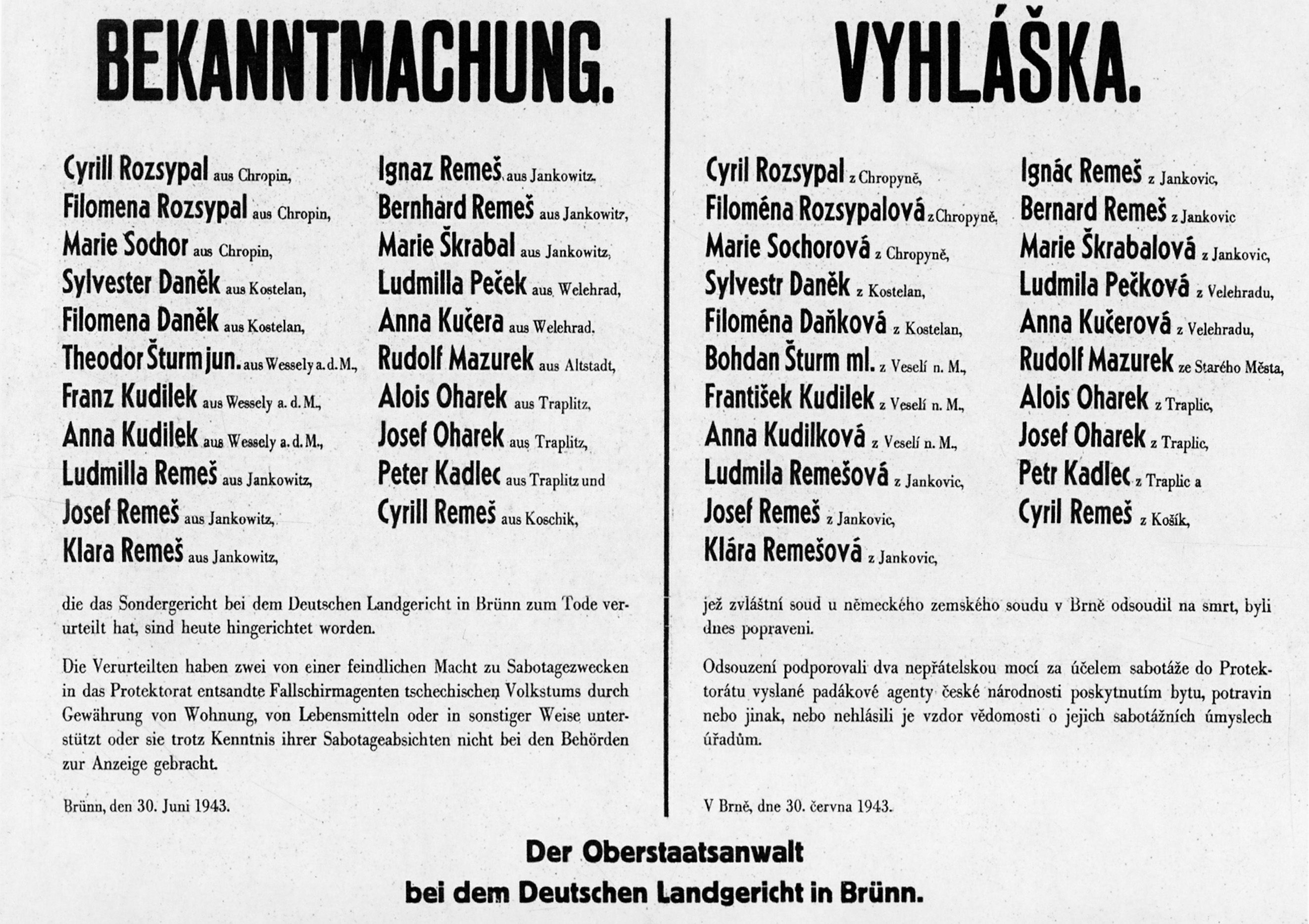
Vyhláška o popravě obyvatel z Kroměřížska, Uherskohradišťska a Hodonínska, kteří pomáhali parašutistům

Uherské Hradiště se svým okolím se jakožto okresní (a dříve též krajské) město významně podílelo na organizaci československého protinacistického odboje v době druhé světové války.

## Obrana národa
Po nacistické okupaci v březnu 1939 v Uherském Hradišti vzniklo nejprve oblastní a poté krajské vojenské velitelství ilegální organizace, která později přijala název Obrana národa. Současně vznikaly místní a okresní složky, např. v Kroměříži, kde se hned v prvních dnech okupace utvořila jedna z prvních buněk, kterou vedl pplk. Ludvík Svoboda.
Založena byla v roce 1939 z podnětu bývalého legionáře Františka Šlerky, který do ní zapojil i občany ze sousedních vesnic, Františka Hrabala, Jana Essendera, Josefa Staška a Vojtěcha Šupku. Později byl kontaktován Ferdinand Pípal a ustanoven jako vedoucí skupiny Míkovice. Zdravotní službu vedl dr. Jan Vignati, primář zemské nemocnice v Uherském Hradišti.
V únoru 1940 byla zatčena první skupina členů a spolupracovníků, je vyslýchána gestapem a odvezena do věznic a koncentračních táborů např. František Šlérka, Tomáš Sedlář a velitel skupiny Podolí, Bedřich Hofman, řídící učitel. Již před tím je dne 24. prosince 1939 byl zatčen plk. gšt. Lysák, nástupce gen. Slunečka v oblastním velení. Později 24. března 1941 je gestapem zatčen také velitel skupiny Vésky František Hrabal a poté i velitel skupiny Popovice František Kryštof.
Poté následuje zásah 23. a 24. dubna 1941. Po tyto dva dny sváželo gestapo do věznice v Uherském Hradišti odhalené odbojové pracovníky z okolních obcí. Skupina byla tímto dnem rozbita, na její síť později navázala skupina iniciovaná západním výsadkem z operace Carbon. Zadržení byli převezeni na brněnské Kaunicovy koleje, poté do věznice Mírov a do Vratislavi. František Hrabal zemřel. František Kryštof byl odsouzen na sedm let, František Šácha, Antonín Malina z Podolí na šest let, Josef Křivák také na šest let, Bohumil Vlachynský čtyři roky, František Tichoň, J. Essender a J. Stašek tři roky. Josef Křivák žádal zmírnění trestu, zdůvodňoval žádost tím, že za první světové války byl Rakouskem vyznamenán velkou stříbrnou medailí a křížem za chrabrost ve službách Rakouska. Trest museli nastoupit v koncentračních táborech Brieg a Verl. Ferdinand Pípal zatčen nebyl. Jeho syn Zdeněk Pippal jej stačil včas varovat. Po celý zbytek války se Ferdinand Pípal skrýval, fašistům se nepodařilo zjistit místo jeho úkrytu.
Ztráty Obrany národa byly vysoké, jen z jihomoravského kraje: z 830 účastníků bylo 122 popraveno, 93 umučeno, 8 padlo v přímém boji, 317 vězněno v koncentračních táborech. Pouze 244 osob, tedy čtvrtina zůstalo i na svobodě, ušetřeno věznění. 19. srpna 1942 v 5 hodin ráno bylo popraveno ve věznici Plötzensee v intervalu tří minut pět českých důstojníku z vedení Obrany národa generál Bohuslav Všetička, plk. gšt. Ladislav Kotík, škpt. Čestmír Jelínek, kpt. Jaroslav Gardavský a plk. Josef Kohoutek.
Na její činnost později navázala skupina organizovaná výsadkem z operace Carbon. S Obranou národa spolupracovaly různé spolky, tělovýchovné spolky Sokol, Orel, DTJ členové okresní a obecní samosprávy, zaměstnanci pošt a železnic, policie, četnictva a finanční stráže, organizace dobrovolců z let 1918—1919 a hasičstvo. Dělníci ze zbrojních podniků, zaměstnanci nemocnice atd.
Činnost: Ničení vojenských transportů, poškozování letištního zařízení (Baťov), sabotáže při výrobě zbraní (Vsetín), především kulometů, požáry sena a slámy, byly získávány cenné informace vojensko-politického a hospodářského rázu.

## R.A.F.
Na konci 30. let byla přesunuta výroba firmy Avia ze strategických důvodů do obce Kunovice. Po mnichovském obsazení pohraničí a poté po obsazení druhé republiky, se několik občanů z Uherského Hradiště a okolí rozhodlo bojovat proti nacismu v zahraničí. Dostali se přes Polsko do Francie, po její kapitulaci byli evakuováni od 10. května do 22. června 1940 z přístavu Le Havre do Anglie. Tam se již formovaly československé stíhací perutě 310 a 312, poté bombardovací peruť 311. První byla založena slavná 310. stíhací peruť, a to již 12. července 1940 v Duxfordu, do které nastoupili již zkušení českoslovenští piloti, kteří se účastnili leteckých bojů ve Francii a Polsku, poté v srpnu 1940 byla založena 311. bombardovací peruť a v září téhož roku 312. peruť.
Do Anglie odcházeli také dobrovolníci tzv. jižní cestou přes Maďarsko do Rumunska, poté lodí z Rumunska na Blízký východ, kde vstupovali poté přímo do britské armády v Palestině či Egyptě.

### 310. československá stíhací peruť RAF

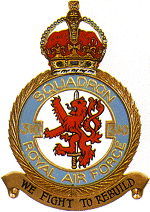
310. československá stíhací peruť

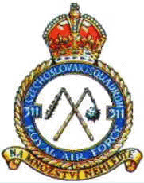
311. československá bombardovací peruť

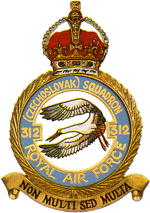
312. československá stíhací peruť

Bojeschopnou uznána 17. srpna 1940, vyzbrojena byla letouny Hawker Hurricane Mk. IA později Hawker Hurricane Mk. IIA. Do bojů zasahovala nad jižní Anglií a také ji neminula slavná bitva o Británii. V této bitvě jim velela legenda anglického letectva, beznohý stíhač Douglas Bader.
Výjimečná byla fakty: nejdéle působila ve svazku RAF 5 let, sestřelila 54 a 1/2 jistých plus 4 střely V-1, 20 sestřelů pravděpodobných a 32 poškozených stíhačů Luftwaffe. Zahynulo 31 jejích pilotů.
KAŇOVSKÝ Rostislav (létal pod pseudonymem KENNEDY), F/Lt, 787848 (131111), 310 Sqdn, por./R/plk.
- 10/05/19, Buchlovice (Uherské Hradiště), Pilot

ŠTĚRBA Jan, Cpl, 787121 , 310 Sqdn, rtm./R/pplk., pozemní personál
- 06/09/12, Kunovice (Uherské Hradiště), Fitter II E

### 311. československá bombardovací peruť RAF
Vyzbrojena letouny Vickers Wellington Mk IA. 10. září 1940 bombardovala nádraží v Bruselu, 23. září 1940 bombardovaly její tři letouny Berlín, v době od 10. září 1940 do 25. dubna 1942 uskutečnila 1029 bojových vzletů za 152 operačních dní. Napadla: 77 cílů, z toho některé opakovaně, svrhla: 1310 tun bomb, sestřelila: 3 potvrzené a 1 pravděpodobný sestřel nočních stíhačů. Na jaře 1942 převedena ke Coastal Command, kde se účastnila ochrany pobřeží, útokům na německé ponorky a lodě, podpoře bojů nad Atlantikem.
DANĚK František, Sgt, 788201 , 311 Sqdn, rtn./R/mjr.
- 03/12/19, Dolní Němčí (Uherské Hradiště), Air Gunner

HOLUB Josef, Sgt, 787835 , 311 Sqdn, ppor./R/pplk.
- 25/05/21, Staré Hutě (Uherské Hradiště), WOP/AG † 15/07/42

NOŽIČKA Antonín AFC, W/O, 787605 , 311 Sqdn, Depot, prap.
- 22/01/17, Kostelany nad Moravou (Uherské Hradiště), Pilot, Airfield Controller

PECEN Antonín (PECKHAM), W/O, 788231 , 311 Sqdn, rtm./R/plk.
- 17/06/21, Kunovice (Uherské Hradiště), Wireless Mechanic/AG, létal pod pseudonymem Tony Peckham, pilot Avie Kunovice.

PŠURNÝ František, Sgt, 787102 , 311 Sqdn, rtm./R/pplk.
- 25/01/16, Kvačice (Uherské Hradiště), Fitter - Flight Engineer

ŠÁCHA Stanislav, W/O, 788322 , 311 Sqdn, rtn.asp./R/pplk.
- 12/09/21, Derfle (Uherské Hradiště), Wireless Operator † 02/01/86

### 312. československá stíhací peruť RAF
Hlavní její činností byla ochrana konvojů. Tvořili jí převážně zkušení piloti, kteří se účastnili již bojů ve Francii či Polsku. Používali letouny Hawker Hurricane Mk. I.
Její skóre: 14 potvrzených, 9 pravděpodobných a 16 poškozených stíhačů Luftwaffe.
BÜCHLER Emil, Cpl, 788073 , 312 Sqdn, rtn.
- 09/05/07, Břestek (Uherské Hradiště), Clerk

MELICHÁREK Vojtěch, Ing., Sgt, 788618 , Depot, svob.asp./R/pplk.
- 03/04/18, Javorovec (Uherské Hradiště), Pilot † 26/07/97

HÁNA Klement, LAC, 788218 , 312 Sqdn, čet./R/mjr.
- 01/06/13, Stupava (Uherské Hradiště), Instrument Mechanic † 13/10/91

Britský ministerský předseda Winston Churchill o jejich nasazení prohlásil lehce „werichovsky“ 21. srpna 1940:
| „ | Never in the field of human conflict was so much owed by so many to so few. (Prolonged cheers.) All hearts go out to the fighter pilots, whose brilliant actions we see with our own eyes day after day but we must never forget that all the time, night after night, month after month, our bomber squadrons travel far into Germany, find their targets in the darkness by the highest navigational skill, aims their attacks, often under the heaviest fire, often at serious loss, with deliberate, careful precision, and inflict shattering blows upon the whole of the technical and war-making structure of the Nazi power. (Cheers.) | “ |

Volně přeloženo:
| „ | Nikdy ještě v historii lidských bojů nebyla taková mnohá spousta vděku od takové spousty mnohých dlužna takové spoustě nemnohým. (potlesk) Všichni vidíme na vlastní oči den za dnem jak ve výjimečných soubojích, na které nesmíme nikdy zapomenout, noc za nocí, měsíc za měsícem naše bombardovací perutě letí hluboko do Německa, hledají v temné noci s těmi nejlepšími schopnostmi navigátorů cíle svých útoků, ocitají se v těžké palbě, mají často vážné ztráty, ale s promyšlenou pečlivostí rozbíjejí celou technickou a válkuplodící mašinérii nacistické zvůle. (potlesk) | “ |

Jejich zásluhou je odvrácení nacistického Německa od invaze do Británie v rámci Operace Seelöwe a poškozování průmyslového Porýní a Porúří, páteře německého průmyslu.

## Operace Carbon
V roce 1944, v noci z 12. na 13. dubna v době spojeneckého náletu, seskočila v lese Rudníčku u Ratíškovic skupina 4 parašutistů. Po nalezení zbytků padáků na stromech protektorátními četníky bylo zalarmováno německé vojsko, to obsadilo a prohledalo celý les, ale nikoho nenašlo. Až po válce se místní dozvěděli, že se jednalo o seskok skupiny Carbon. Skupina CARBON se skládala ze čtyř mužů, kteří prodělali speciální parašutistický výcvik ve Velké Británii.
Velitel skupiny:
František Bogataj. Narodil se v Uherském Ostrohu dne 21. března 1913. Absolvoval důstojnickou školu a jako voják rozpuštěné československé armády se v roce 1939 přidal k odbojové skupině Obrana národa jako velitel uherskoostrožského oddílu. Při první vlně zatýkání roku 1940 uprchl přes Slovensko, Maďarsko a Jugoslávii do Francie, poté do Anglie, kde spolu s několika dalšími Čechy absolvoval výcvik parašutisty.
Josef Vanc, narozený 4. února 1915 v Žitětíně, rovněž důstojník bývalé československé armády, který po březnu 1939 emigroval do Francie, kde působil v tvořící se 1. čs. divizi. Po pádu Francie však uprchl do Velké Británie, kde prošel parašutistickým výcvikem.
František Kobzík, narozený 22. března 1914 v Břeclavi, který po absolvování základní vojenské služby odešel podobně jako Vanc do Francie a následně do Velké Británie, kde společně prodělali výcvik.
Jaroslav Šperl ze skupiny byl nejmladší, narodil se 7. listopadu 1919 v Praze. Jako jediný neprošel ani základní vojenskou službou, s armádou se setkal až ve Francii. Ve Velké Británii se mu dostalo parašutistického výcviku.
Skupina byla po špatném seskoku rozptýlena a jen Vanc a Kobzík postupovali společně. U Rudic nedaleko Uherského Brodu byli objeveni a udáni majitelem domu, kde se skrývali. 7. května 1944 po obklíčení gestapem se zastřelili. Kobzík prý nejprve zastřelil raněného Vance, až potom sebe.
Hlavními úkoly skupiny CARBON byla zpravodajská činnost a příprava ploch pro shozy materiálu, případně organizování osob pro spolupráci. Ve vhodném okamžiku měla také zahájit otevřený boj s okupanty, ale až ve chvíli, kdy bude fronta již nablízku, takže neměla pouze činnost zpravodajskou.
Popovické skupině CARBON velel Josef Konečný, kunovické skupině CARBON velel parašutista Jaroslav Šperl. 31. ledna 1945 byla odhalena a v lesní chatě v Hlubočku toho dne zahynulo sedm partyzánů. Tři Rusové – Michail Ušakov, M. Jakob (přezdívka Jaška Jakob), Michail Farina – a čtyři Čechoslováci – Emíl Flachs, Josef Guryča, Karel Sojeba a Karel Hezog. K uctění jejich památky byl dříve pořádán branný závod poručíka Ušakova, tzv. „Ušakovova stezka“.

## Ovčáček
Skupina Ovčáček se formovala na počátku roku 1945 v Kunovicích. Přijala název podle jména svého zakladatele Františka Ovčáčka, který měl na vlakovém nádraží v Kunovicích restauraci. Jeho přítomnost na nádraží skýtala možnost získat lidi od železnice k protinacistickým, zejména sabotážním akcím. Skupina měla 10 členů. Podílela se na pokusu osvobodit radistu skupiny CARBON Aloise Všetičku z uherskohradišťské nemocnice, kam byl po přestřelce s okupanty odvezen. Poškozovala letadla, která byla odvážena na opravu do kunovické továrny Avia, do ložisek u vlaků sypala písek.